# Tournoi d'ouverture du championnat d'Argentine de football 2007
Navigation
Tournoi précédent Tournoi suivant
Le tournoi d'ouverture de la saison 2007 du Championnat d'Argentine de football est le premier tournoi semestriel de la 78e édition du championnat de première division en Argentine. Les vingt équipes sont regroupées au sein d'une poule unique où elles affrontent une fois chacun de leurs adversaires. Il n'y a ni promotion, ni relégation à l'issue de ce tournoi.
C'est le Lanús qui remporte le tournoi après avoir terminé en tête du classement final, avec quatre points d'avance sur l'un des promus, le Tigre et six sur le Banfield. C'est le tout premier titre de l'histoire du club.

## Qualifications continentales
Le vainqueur du tournoi Ouverture est directement qualifié pour la Copa Libertadores 2009. 

## Les clubs participants
| \| Buenos Aires La Plata Rosario Jujuy Santa Fe San Juan Bahía Blanca \| Villes représentées lors de la saison 2007-2008 |
| Buenos Aires La Plata Rosario Jujuy Santa Fe San Juan Bahía Blanca                                                       |

- Arsenal
- Gimnasia y Esgrima (La Plata)
- Gimnasia y Esgrima (Jujuy)
- Rosario Central
- Boca Juniors
- Banfield
- Colón (Santa Fe)
- Independiente
- Lanús
- Newell's Old Boys (Rosario)
- Argentinos Juniors
- Racing Club
- San Lorenzo de Almagro
- Estudiantes (La Plata)
- River Plate
- Vélez Sársfield
- Olimpo (Bahía Blanca) - Promu de Primera B Nacional
- San Martín (San Juan) - Promu de Primera B Nacional
- Tigre - Promu de Primera B Nacional
- Huracán - Promu de Primera B Nacional

## Compétition
Le barème utilisé pour établir le classement est le suivant :
- Victoire : 3 points
- Match nul : 1 point
- Défaite : 0 point

### Classement
| Rang | Équipe                        | Pts | J  | G  | N | P  | Bp | Bc | Diff |
| ---- | ----------------------------- | --- | -- | -- | - | -- | -- | -- | ---- |
| 1    | Lanús                         | 38  | 19 | 11 | 5 | 3  | 34 | 21 | +13  |
| 2    | TigreP                        | 34  | 19 | 10 | 4 | 5  | 28 | 20 | +8   |
| 3    | Banfield                      | 32  | 19 | 10 | 2 | 7  | 22 | 21 | +1   |
| 4    | Boca Juniors                  | 31  | 19 | 9  | 4 | 6  | 32 | 18 | +14  |
| 5    | Argentinos Juniors            | 31  | 19 | 9  | 4 | 6  | 29 | 20 | +9   |
| 6    | Estudiantes (La Plata)        | 30  | 19 | 8  | 6 | 5  | 27 | 19 | +8   |
| 7    | HuracánP                      | 30  | 19 | 8  | 6 | 5  | 24 | 22 | +2   |
| 8    | San Lorenzo de AlmagroT       | 29  | 19 | 8  | 5 | 6  | 29 | 27 | +2   |
| 9    | Independiente                 | 28  | 19 | 8  | 4 | 7  | 33 | 23 | +10  |
| 10   | Vélez Sarsfield               | 27  | 19 | 8  | 3 | 8  | 25 | 25 | 0    |
| 11   | Newell's Old Boys (Rosario)   | 27  | 19 | 8  | 3 | 8  | 16 | 22 | -6   |
| 12   | Arsenal                       | 26  | 19 | 7  | 5 | 7  | 19 | 24 | -5   |
| 13   | Racing Club                   | 25  | 19 | 7  | 4 | 8  | 23 | 24 | -1   |
| 14   | River Plate                   | 23  | 19 | 6  | 5 | 8  | 31 | 33 | -2   |
| 15   | Colón (Santa Fe)              | 22  | 19 | 6  | 4 | 9  | 19 | 22 | -3   |
| 16   | Olimpo (Bahía Blanca)P        | 22  | 19 | 6  | 4 | 9  | 18 | 24 | -6   |
| 17   | Gimnasia y Esgrima (Jujuy)    | 20  | 19 | 5  | 5 | 9  | 22 | 31 | -9   |
| 18   | Gimnasia y Esgrima (La Plata) | 19  | 19 | 5  | 4 | 10 | 15 | 27 | -12  |
| 19   | San Martin (San Juan)P        | 18  | 19 | 5  | 3 | 11 | 18 | 29 | -11  |
| 20   | Rosario Central               | 14  | 19 | 2  | 8 | 9  | 21 | 33 | -12  |

|  | Qualification pour la Copa Libertadores 2009    |
|  | T : Tenant du titre P : Club promu de Primera B |

## Bilan de la saison
| Championnat d'Argentine de football 2007 |                   |
| Champion                                 | Lanús (1er titre) |
| Coupes et trophées                       |                   |
| Vainqueur de la Coupe d'Argentine 2007   | Non disputée      |
| Qualifications continentales             |                   |
| Copa Libertadores 2009                   | Lanús             |
| Promotions et relégations                |                   |
| Promus en Primera Division               | Aucun             |
| Relégués en Primera B Nacional           | Aucun             |